# استان ناگانو
استان ناگانو یکی از استان‌های محصور در خشکی ژاپن است که در منطقۀ چوبو، جزیرۀ هونشو قرار دارد. این استان (تا تاریخ ۱ ژوئیه ۲۰۲۳) جمعیت ۲,۰۰۷,۶۸۲ نفر و مساحت ۱۳٬۵۶۱٫۵۶ کیلومتر مربع (۵٬۲۳۶٫۱۵ مایل مربع) دارد..
استان ناگانو از شمال با استان نییگاتا، از شمال شرق با استان گونما، از شرق با استان سایتاما، از جنوب شرق با استان یاماناشی، از جنوب با استان‌های شیزوئوکا و آیچی، و از غرب با استان‌های گیفو و تویاما همسایه می‌باشد.
ناگانو بزرگترین شهر و مرکز استان ناگانو است. ماتسوموتو، اوئدا و ایئیدا دیگر شهرهای بزرگ این استان هستند. استان ناگانو دارای مناطق کوهستانی چشمگیری از آلپ ژاپن می‌باشد؛ از جمله: رشته‌کوه هیدا، کوه‌های کیسو و رشته‌کوه آکائیشی که به استان‌های همسایه نیز گسترش می‌یابند. رشته‌کوه‌ها، مناظر طبیعی و تاریخ این منطقه، باعث شناخته شدن استان ناگانو در سطح جهانی به عنوان مقصد توریستی ورزش‌های زمستانی گشته، به طوری که این استان میزبان بازی‌های المپیک زمستانی ۱۹۹۸ بوده است. خط هوکوریکو شینکانسن در استان فعال بوده و با خدمات مستقیم به شهرهای توکیو، تویاما و کانازاوا ارائه می‌شود.